# Régime semi-classique
Le régime semi-classique d'un système physique en mécanique quantique est le régime pour lequel les actions du système physique étudié sont grandes devant le quantum d'action {\displaystyle \hbar }. Mathématiquement, cela revient à effectuer un développement asymptotique des grandeurs quantiques au voisinage de {\displaystyle \hbar =0}. 
L'étude du régime semi-classique est en général non-triviale, car la limite {\displaystyle \hbar \to 0} de la mécanique quantique est singulière au sens de la théorie des perturbations. Pour illustrer ce point, considérons par exemple une particule non relativiste de masse m soumise à une force conservative dérivant de l'énergie potentielle  {\displaystyle V({\vec {r}})}. La recherche des états propres de l'énergie passe par la résolution de l'équation de Schrödinger indépendante du temps :
{\displaystyle -\ {\frac {\hbar ^{2}}{2m}}\ \Delta \psi _{n}({\vec {r}})\ +\ V({\vec {r}})\ \psi _{n}({\vec {r}})\ =\ E_{n}\ \psi _{n}({\vec {r}})}
dont la limite {\displaystyle \hbar =0} est singulière, car ce n'est plus une équation aux dérivées partielles, la limite portant notamment sur le terme de plus haut degré.

## Articles liés
- Approximation BKW
- Physique semi-classique
- Formule des traces de Gutzwiller
- Théorie des perturbations
- Géométrie spectrale
- Opérateur pseudo-différentiel
- Opérateur Fourier intégral
- Analyse microlocale

### Revues générales
- (en) Michael Berry et K. E. Mount, « Semiclassical approximations in wave mechanics », Reports on Progress in Physics 35 (1972), 315-397. pdf.
- (en) Michael Berry, « Some quantum-to-classical asymptotics », Chaos & Quantum Physics, Les Houches Lecture Series LII eds. M-J Giannoni, A Voros et J. Zinn-Justin, North-Holland (1989), 251-304. pdf.
- André Voros, « Aspects de la limite (semi)-classique », dans Journées X-UPS, vol. 5, 1987/1988 (présentation en ligne).
- (en) André Voros, « Semi-classical approximations », Annales de l'institut Henri Poincaré A 24 (1) (1976), 31-90. Numdam.

### Aspects mathématiques
- Bernard Helffer, 30 ans d'analyse semi-classique : bibliographie commentée (essai inachevé), 2003, PostScript.
- (en) Didier Robert, « Semi-classical approximation in quantum mechanics. A survey of old and recent mathematical results », Helvetica Physica Acta 71 (1) (1997), 44-116.
- (en) André Martinez, An Introduction to Semiclassical and Microlocal Analysis, Springer-Verlag, 2002  (ISBN 0387953442).
- Didier Robert, Autour de l'approximation semi-classique, Progress in Mathematics 68, Birkhäuser, 1987.
- (en) Bernard Helffer, Introduction to the semi-classical Analysis for the Schrödinger operator and applications, Lecture Notes in Mathematics 1336, Springer-Verlag (1986).
- Victor Pavlovich Maslov (de), Théorie des perturbations et méthodes asymptotiques, Dunod, 1972.
- Bernard Helffer, André Martinez et Didier Robert, « Ergodicité et limite semi-classique », Commun. Math. Phys. 109 (1987), 313-326.
- (en) Bernard Helffer, « h-pseudodifferential operators and applications: an introduction », Tutorial Lectures in Minneapolis. The IMA Volumes in Mathematics and its Applications 95 : Quasiclassical Methods, Springer Verlag, 1997, 1-50.
- (en) Mouez Dimassi et Johannes Sjöstrand, Spectral Asymptotics in the Semi-Classical Limit, Cambridge University Press, 1999  (ISBN 0521665442).